# Olivier Boivin
Olivier Boivin (Saint-Brieuc, Côtes-d'Armor, 6 de junho de 1965) é um ex-canoísta francês especialista em provas de velocidade.

## Carreira
Foi vencedor da medalha de bronze em C-2 1000 m em Barcelona 1992, junto com o seu colega de equipa Didier Hoyer.